# Tiburtino
Pour les articles homonymes, voir Tiburtino (homonymie).

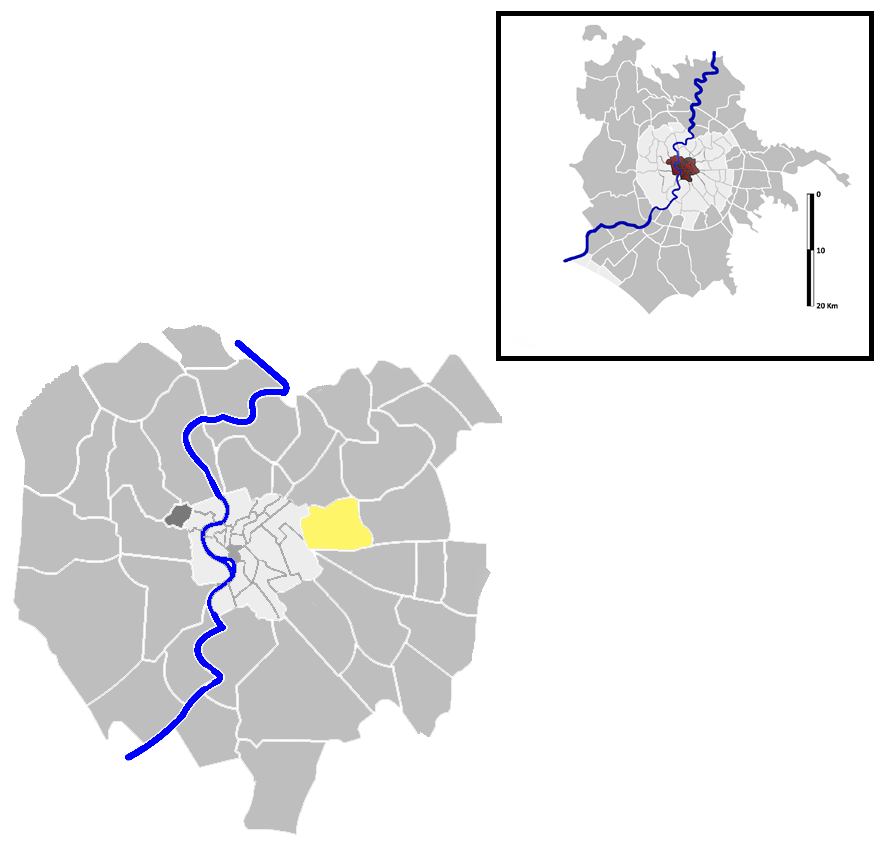
Localisation de Tiburtino sur la carte administrative de Rome.

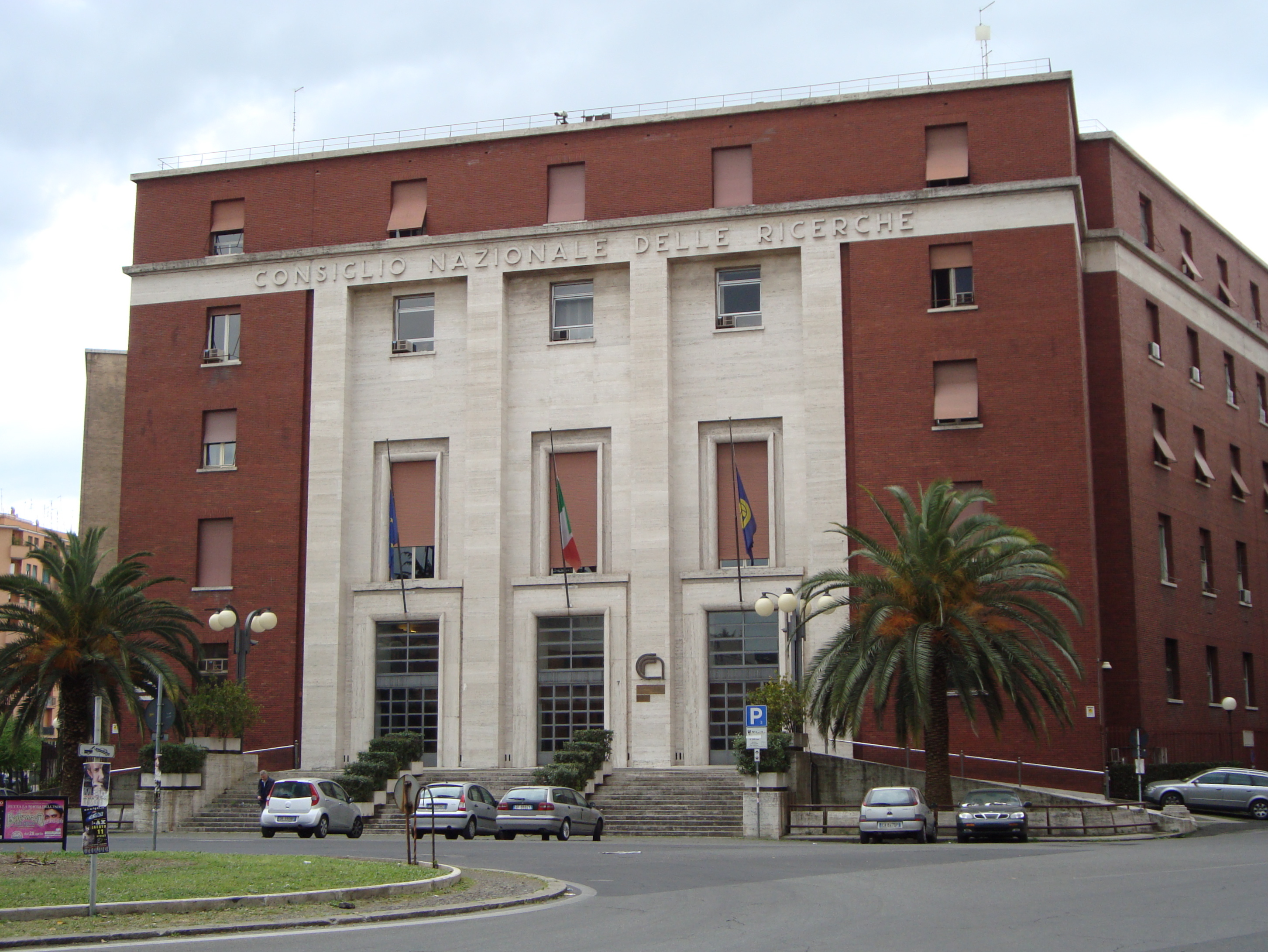
Le siège du Conseil national de la recherche (CNR)

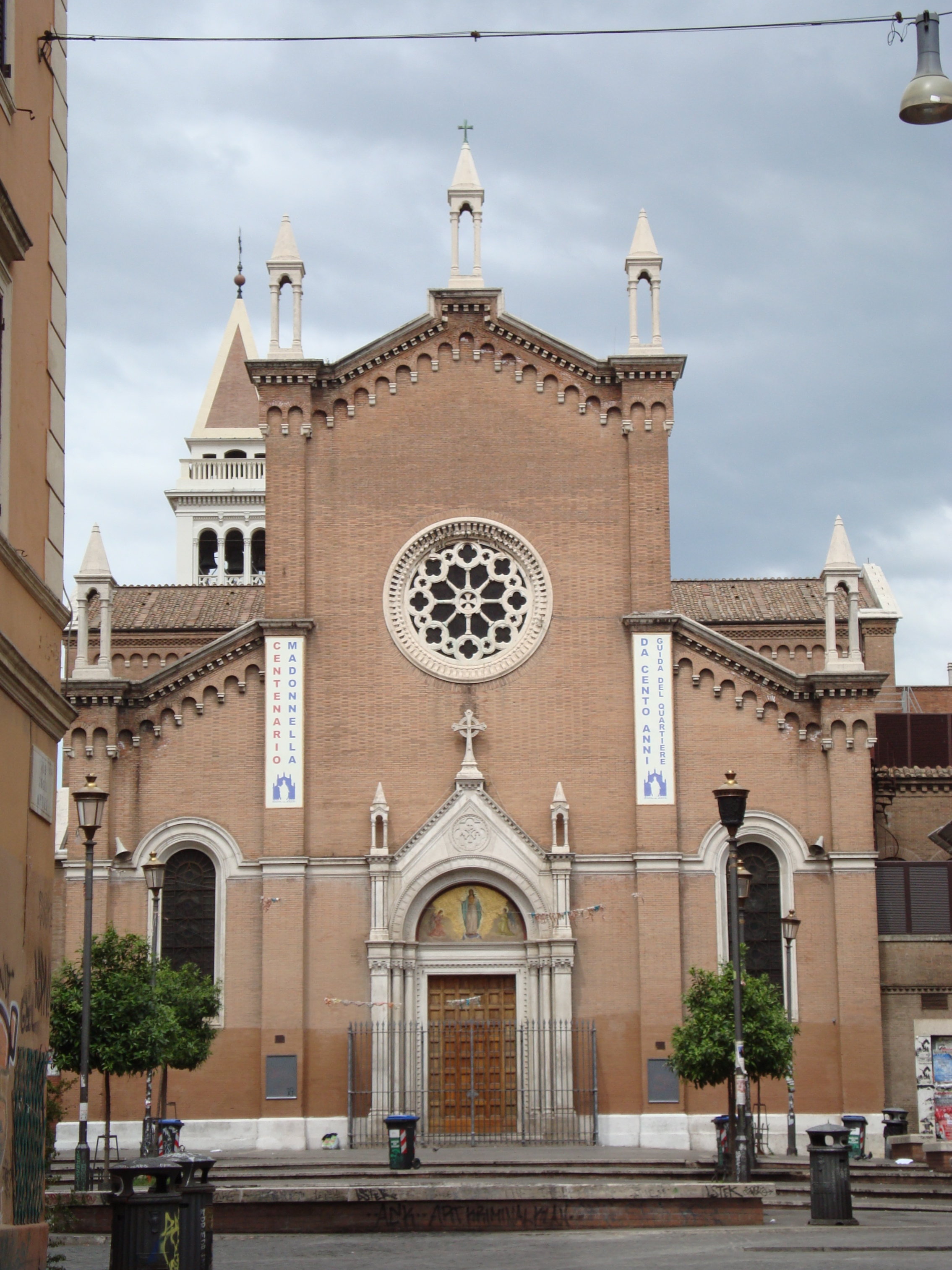
Église de Santa Maria Immacolata e San Giovanni Berchmans

Tiburtino est un quartiere (quartier) situé au nord-est de Rome en Italie prenant son nom de la via Tiburtina qui le traverse. Il est désigné dans la nomenclature administrative par Q.VI et fait partie du Municipio II, IV et V. Sa population est de 24 430 habitants répartis sur une superficie de 3,712 3 km2.

## Historique
Tiburtino fait partie des 15 premiers quartiers créés à Rome en 1911 et officiellement reconnu en 1921. Dans l'usage courant pour la partie la plus centrale du quartier, comprise entre La Sapienza, le cimetière du Verano et la gare Termini, l'appellation officieuse de San Lorenzo est principalement utilisée en référence à la basilique Saint-Laurent-hors-les-Murs. San Lorenzo fut la seule zone de Rome bombardée pendant la Seconde Guerre Mondiale.

## Description
San Lorenzo est le plus important quartier étudiant de Rome, situé juste à l'extérieur du Mur d'Aurélien, autour de l'université de La Sapienza. Il compte de nombreux bars, boites et lieux festifs pour la jeunesse. Quartier aux origines populaires et ouvrières, c'est un peu le quartier « rebelle » de Rome, avec de nombreux dessins et graffiti de toutes sortes sur les murs.

## Lieux particuliers
- via Tiburtina
- Porta Tiburtina
- Université de Rome « La Sapienza »
- Conseil national de la recherche
- Hôpital Umberto I
- Cimetière communal monumental de Campo Verano
- Basilique Saint-Laurent-hors-les-Murs
- Église Santa Maria Immacolata e San Giovanni Berchmans
- Église Santa Maria Consolatrice
- Église San Tommaso Moro
- Église della Divina Sapienza